# جان تالبوت رابینسون
جان تالبوت رابینسون (انگلیسی: John Talbot Robinson) (زاده ۱۰ ژانویه ۱۹۲۳ –درگذشته ۱۲ اکتبر ۲۰۰۱) دانشمند و دیرینه‌شناس انسان‌تباران اهل آفریقای جنوبی بود. معروف‌ترین کشف او (همراه با رابرت بروم) یک فسیل تقریباً کامل از اسکلت سر گونه انسانی جنوبی‌کپی آفریقایی شناخته شده به نام «خانم پِلِس» می‌باشد.